# Коричная пестрогрудка
Коричная пестрогрудка (лат. Bradypterus cinnamomeus) — вид воробьиных птиц из семейства сверчковых. Выделяют четыре подвида.

## Распространение
Обитают в Африке на территории Эфиопии, Демократической Республики Конго, Уганды, Руанды, Бурунди, Кении, Танзании, Южного Судана, Замбии и Малави.

## Описание
Длина тела 14—15 см, масса 15—22 г. Ярко окрашенные птицы с длинной белой «бровью». Хвост длинный, градуированный, из 10-12 довольно широких перьев.
Представители номинативного подвида имеют тёмные оливково-коричневые верх и боковые стороны головы; верхняя часть тела и верх крыльев у них корично-коричневые, более рыжий оттенок на надхвостье и хвосте; горло и брюхо беловатые, контрастный корично-коричневый нагрудник, бока и подхвостье. Радужные оболочки цвета лесного ореха; клюв тёмно-коричневый; ноги светло-коричневые. Самцы и самки выглядят одинаково. Молодь сверху более коричневая, снизу с желтоватым оттенком, с размытыми горловыми прожилками менее отчётливым нагрудником. Подвид cavei более тёмный, чем номинативный, эти птицы более рыжеватые на надхвостье, с более широким нагрудником; представители подвида mildbreadi более насыщенного, а сверху более рыжевато-коричневого цвета; nyassae более тусклые, более выражено желтовато-коричневый, с более светлой, менее отчётливой грудкой.

## Биология
Питаются мелкими насекомыми (жуками, муравьями, гусеницами). В кладке 2-3 яйца.